# 3892 Dezső
A 3892 Dezsö (ideiglenes jelöléssel 1941 HD) a Naprendszer kisbolygóövében található aszteroida. Liisi Oterma fedezte fel 1941. április 19-én.